# Impulse!
Impulse!, occasionnellement stylisé ¡mpulse! Records et ¡!, est un label discographique américain, basé à New York.

## Histoire
Lancé en 1960 par Creed Taylor comme filiale jazz de ABC-Paramount Records, Impulse! signe dès 1961 John Coltrane et produira tous ses disques jusqu'à sa mort. La même année, Taylor est remplacé par Bob Thiele, qui s'associe à l'ingénieur du son Rudy Van Gelder : ensemble, ils vont pendant 13 ans, enregistrer ce qu'ils appellent eux-mêmes « The new wave in jazz » (« la nouvelle vague/courant du jazz »). Mais si le label est surtout connu pour ses productions d'artistes de free jazz (Albert Ayler, John Coltrane, Charles Mingus, Archie Shepp...), il enregistra aussi des musiciens plus accessibles au grand public, comme Coleman Hawkins, Milt Jackson, ou Shirley Scott.
Impulse! produisit des disques jusqu'en 1974 et est vendue à MCA Records en 1979 ; depuis 1995, le nom du label est ponctuellement réutilisé pour de nouveaux albums et son catalogue appartient à Verve Records, au sein de Universal Music Group.

## Design
Les albums d'Impulse! sont connus pour leur attrait visuel. La livrée noire, orange et blanche est conçue par Fran Attaway (alors connue sous le nom de Fran Scott), à qui Taylor attribue également l'établissement de la tradition du label consistant à utiliser des photographes de pointe pour ses pochettes. Le schéma de couleurs est choisi pour sa luminosité et parce qu'aucun autre label n'utilisait ce mélange.
Le logo du label présentait le nom Impulse! dans une police lourde, sans empattement et en minuscules, suivi d'un point d'exclamation qui reflétait le « i » minuscule du début. Pendant la majeure partie des années 1960, les pochettes des albums d'Impulse! présentaient le logo en lettres orange dans un cercle blanc, avec des points d'exclamation noir et orange au-dessus, et le numéro de catalogue en dessous. L'album A Love Supreme fait exception à la règle, puisqu'il utilise le logo en noir et blanc. En 1968, le badge circulaire de la pochette a été remplacé par un motif unicolore représentant le logo simplifié d'Impulse! et le logo d'ABC Records côte à côte dans une bordure rectangulaire divisée.

## Artistes notoires
- John Coltrane
- Alice Coltrane
- Albert Ayler
- Charles Mingus
- Archie Shepp
- Gato Barbieri
- Pharoah Sanders
- Marion Brown
- Ahmad Jamal
- Coleman Hawkins
- Shirley Scott
- Oliver Nelson
- McCoy Tyner
- Chico Hamilton
- Gábor Szabó
- Duke Ellington
- Sam Rivers
- Keith Jarrett

## Discographie
| N#   | Artiste                                | Album                                              |
| ---- | -------------------------------------- | -------------------------------------------------- |
| 1    | J. J. Johnson et Kai Winding           | The Great Kai and J.J.                             |
| 2    | Ray Charles                            | Genius + Soul = Jazz                               |
| 3    | Kai Winding                            | The Incredible Kai Winding Trombones               |
| 4    | Gil Evans                              | Out of the Cool                                    |
| 5    | Oliver Nelson                          | The Blues and the Abstract Truth                   |
| 6    | John Coltrane                          | Africa/Brass                                       |
| 7    | Art Blakey                             | Jazz Messengers                                    |
| 8    | Max Roach                              | Percussion Bitter Sweet                            |
| 9    | Gil Evans                              | Into the Hot                                       |
| 10   | John Coltrane                          | Live at the Village Vanguard                       |
| 11   | Quincy Jones                           | The Quintessence                                   |
| 12   | Benny Carter                           | Further Definitions                                |
| 13   | Curtis Fuller                          | Soul Trombone                                      |
| 14   | Milt Jackson                           | Statements                                         |
| 15   | Count Basie                            | And the Kansas City 7                              |
| 16   | Max Roach                              | It's Time                                          |
| 17   | Jackie Paris                           | Song is Paris                                      |
| 18   | McCoy Tyner                            | Inception                                          |
| 19   | Manny Albam                            | Jazz Goes to the Movies                            |
| 20   | Shelly Manne                           | 2, 3, 4                                            |
| 21   | John Coltrane                          | Coltrane                                           |
| 22   | Curtis Fuller                          | Cabin in the Sky                                   |
| 23   | Roy Haynes                             | Out of the Afternoon                               |
| 24   | Michael Brown                          | Alarums and Excursions                             |
| 25   | Oscar Brand                            | Morality                                           |
| 26   | Duke Ellington                         | Duke Ellington Meets Coleman Hawkins               |
| 27   | Freddie Hubbard                        | The Artistry of Freddie Hubbard                    |
| 28   | Coleman Hawkins                        | Desifinado                                         |
| 29   | Chico Hamilton                         | Passin' Thru                                       |
| 30   | John Coltrane & Duke Ellington         | Duke Ellington and John Coltrane                   |
| 31   | George Wein                            | And the Newport Festival All Stars                 |
| 32   | John Coltrane                          | Ballads                                            |
| 33   | McCoy Tyner                            | Reaching Fourth                                    |
| 34   | Coleman Hawkins                        | Today And Now                                      |
| 35   | Charles Mingus                         | The Black Saint and the Sinner Lady                |
| 36   | Compilation                            | Americans In Europe 1                              |
| 37   | Compilation                            | Americans In Europe 2                              |
| 38   | Freddie Hubbard                        | The Body and the Soul                              |
| 39   | McCoy Tyner                            | Nights of Ballads and Blues                        |
| 40   | John Coltrane and Johnny Hartman       | John Coltrane and Johnny Hartman                   |
| 41   | Paul Gonsalves                         | Cleopatra Feelin' Jazzy                            |
| 42   | John Coltrane                          | Impressions                                        |
| 43   | Sonny Stitt                            | Now!                                               |
| 44   | Beverly Jenkins                        | Gordon Jenkins Presents My Wife The Blues Singer   |
| 45   | Art Blakey                             | A Jazz Message                                     |
| 46   | Gary McFarland                         | Point of Departure                                 |
| 47   | Gloria Coleman                         | 'Soul Sisters                                      |
| 48   | McCoy Tyner                            | Live at Newport                                    |
| 49   | Elvin Jones and Jimmy Garrison         | Illumination                                       |
| 50   | John Coltrane                          | Live at Birdland                                   |
| 51   | Shirley Scott                          | For Members Only                                   |
| 52   | Sonny Stitt and Paul Gonsalves         | Salt and Pepper                                    |
| 53   | Freda Payne                            | After the Lights Go Down Low                       |
| 54   | Charles Mingus                         | Mingus Mingus Mingus Mingus Mingus                 |
| 55   | Paul Gonsalves                         | Tell It the Way It Is!                             |
| 56   | Yusef Lateef                           | Jazz Round The World                               |
| 57   | Johnny Hartman                         | I Just Dropped By To Say Hello                     |
| 58   | Terry Gibbs                            | Take It From Me                                    |
| 59   | Chico Hamilton                         | Man From Two Worlds, The                           |
| 60   | Charles Mingus                         | Mingus Plays Piano                                 |
| 61   | Johnny Hodges                          | Everybody Knows Johnny Hodges                      |
| 62   | Lorez Alexandria                       | Alexandria The Great                               |
| 63   | McCoy Tyner                            | Today and Tomorrow                                 |
| 64   | Clark Terry                            | Happy Horns of Clark Terry, The                    |
| 65   | Ben Webster                            | See You At The Fair                                |
| 66   | John Coltrane                          | Crescent                                           |
| 67   | Shirley Scott                          | Great Scott!!                                      |
| 68   | J. J. Johnson                          | Proof Positive                                     |
| 69   | Yusef Lateef                           | Live At Pep's                                      |
| 70   | Milt Jackson                           | Jazz 'n Samba                                      |
| 71   | Archie Shepp                           | Four For Trane                                     |
| 72   | Billy Taylor & Quincy Jones            | My Fair Lady Loves Jazz                            |
| 73   | Shirley Scott                          | Everybody Loves A Lover                            |
| 74   | Johnny Hartman                         | Voice That Is, The                                 |
| 75   | Oliver Nelson                          | More Blues And The Abstract Truth                  |
| 76   | Lorez Alexandria                       | More Of The Great Lorez Alexandria                 |
| 77   | John Coltrane                          | A Love Supreme                                     |
| 78   | Lionel Hampton                         | You Better Know It!!!                              |
| 79   | McCoy Tyner                            | McCoy Tyner Plays Ellington                        |
| 80   | Russian Jazz Quartet                   | Happiness                                          |
| 81   | Shirley Scott                          | Queen of the Organ                                 |
| 82   | Chico Hamilton                         | Chic Chic Chico                                    |
| 83   | Lambert, Hendricks and Ross            | Sing a Song of Basie                               |
| 84   | Yusef Lateef                           | 1984                                               |
| 85   | John Coltrane                          | The John Coltrane Quartet Plays                    |
| 86   | Archie Shepp                           | Fire Music                                         |
| 87   | Coleman Hawkins                        | Wrapped Tight                                      |
| 88   | Elvin Jones                            | Dear John C.                                       |
| 89   | Lawrence Brown                         | Inspired Abandon                                   |
| 90   | John Coltrane                          | New Wave In Jazz                                   |
| 91   | Sonny Rollins                          | On Impulse                                         |
| 92   | Yusef Lateef                           | Psychicemotus                                      |
| 93   | Shirley Scott                          | Latin Shadows                                      |
| 94   | John Coltrane & Archie Shepp           | New Thing at Newport                               |
| 95   | John Coltrane                          | Ascension 1                                        |
| 95   | John Coltrane                          | Ascension 2                                        |
| 96   | Pee Wee Russell and Marshall Brown     | Ask Me Now!                                        |
| 97   | Archie Shepp                           | On This Night                                      |
| 98   | Dannie Richmond                        | "In" Jazz For The Culture Set                      |
| 99   | Compilation                            | Definitive Jazz Scene 1                            |
| 100  | Compilation                            | Definitive Jazz Scene 2                            |
| 1972 | Compilation                            | Irrepressible Impulses                             |
| 9101 | Compilation                            | Definitive Jazz Scene 3                            |
| 9102 | Chico Hamilton                         | El Chico                                           |
| 9103 | John Lee Hooker                        | It Serves You Right to Suffer                      |
| 9104 | Gary McFarland                         | Tijuana Jazz                                       |
| 9105 | Gábor Szabó                            | Gypsy '66                                          |
| 9106 | John Coltrane                          | Kulu Sé Mama                                       |
| 9107 | Louie Bellson                          | Thunderbird                                        |
| 9108 | Earl Hines                             | Once Upon A Time                                   |
| 9109 | Shirley Scott                          | On A Clear Day                                     |
| 9110 | John Coltrane                          | Meditations                                        |
| 9111 | Sonny Rollins                          | Alfie                                              |
| 9112 | Gary McFarland                         | Profiles                                           |
| 9113 | Oliver Nelson                          | Plays Michelle                                     |
| 9114 | Chico Hamilton                         | Further Adventures Of El Chico, The                |
| 9115 | Stanley Turrentine                     | Let It Go                                          |
| 9116 | Benny Carter                           | Additions to Further Definitions                   |
| 9117 | Yusef Lateef                           | A Flat, G Flat And C                               |
| 9118 | Archie Shepp                           | Live In San Francisco 2/19/66                      |
| 9119 | Shirley Scott                          | Roll 'Em: Shirley Scott Plays The Big Bands        |
| 9120 | John Coltrane                          | Expression                                         |
| 9121 | Sonny Rollins                          | East Broadway Run Down                             |
| 9122 | Gary McFarland & Gábor Szabó           | Simpatico                                          |
| 9123 | Gábor Szabó                            | Spellbinder                                        |
| 9124 | John Coltrane                          | Live at the Village Vanguard Again!                |
| 9125 | Yusef Lateef                           | Golden Flute, The                                  |
| 9126 | Roswell Rudd                           | Everywhere                                         |
| 9127 | Clark Terry & Chico O'Farrill          | Spanish Rice                                       |
| 9128 | Gábor Szabó                            | Jazz Raga                                          |
| 9129 | Oliver Nelson                          | Sound Pieces                                       |
| 9130 | Chico Hamilton                         | The Dealer                                         |
| 9131 | Zoot Sims                              | Waiting Game                                       |
| 9132 | Hank Jones & Oliver Nelson             | Happenings                                         |
| 9133 | Shirley Scott & Clark Terry            | Soul Duo                                           |
| 9134 | Archie Shepp                           | Mama Too Tight                                     |
| 9135 | Chico O'Farrill                        | Nine Flags                                         |
| 9136 | Gary McFarland & Steve Kuhn            | October Suite, The                                 |
| 9137 | Pee Wee Russell & Red Allen            | College Concert, The                               |
| 9138 | Pharoah Sanders                        | Tauhid                                             |
| 9139 | Marion Brown                           | Three For Shepp                                    |
| 9140 | John Coltrane                          | Om                                                 |
| 9141 | Shirley Scott                          | Girl Talk                                          |
| 9142 | Bande-son                              | Sweet Love, Bitter                                 |
| 9143 | Phil Woods                             | Greek Cooking                                      |
| 9144 | Oliver Nelson                          | Kennedy Dream, The                                 |
| 9145 | Compilation                            | Intercollegiate Music Festival 1                   |
| 9146 | Gábor Szabó                            | Sorcerer, The                                      |
| 9147 | Pee Wee Russell & Oliver Nelson        | Spirit of '67, The                                 |
| 9148 | John Coltrane                          | Cosmic Music                                       |
| 9149 | Dizzy Gillespie                        | Swing Low, Sweet Cadillac                          |
| 9150 | Jazzbo Collins                         | Lovely Bunch Of Jazzbo Collins And The Bandidos, A |
| 9151 | Gábor Szabó                            | Wind, Sky And Diamonds                             |
| 9152 | Mel Brown                              | Chicken Fat                                        |
| 9153 | Oliver Nelson                          | Live From Los Angeles                              |
| 9154 | Archie Shepp                           | Magic Of Ju-Ju, The                                |
| 9155 | Albert Ayler                           | In Greenwich Village 12/18/66 2/26/67              |
| 9156 | Alice Coltrane                         | A Monastic Trio                                    |
| 9157 | Clark Terry                            | It's What's Happening - The Varitone Sound of CT   |
| 9158 | Rolf Kühn & Joachim Kühn               | Impressions Of New York                            |
| 9159 | Gábor Szabó                            | Light My Fire                                      |
| 9160 | Elvin Jones & Richard Davis            | Heavy Sounds                                       |
| 9161 | John Coltrane                          | Selflessness                                       |
| 9162 | Archie Shepp                           | Three For A Quarter, One For A Dime                |
| 9163 | Tom Scott                              | Honeysuckle Breeze, The                            |
| 9164 | Bill Plummer                           | Cosmic Brotherhood                                 |
| 9165 | Albert Ayler                           | Love Cry                                           |
| 9166 | Emil Richards                          | Journey To Bliss                                   |
| 9167 | Gábor Szabó                            | More Sorcery                                       |
| 9168 | Oliver Nelson & Steve Allen            | Soulful Brass                                      |
| 9169 | Mel Brown                              | Wizard, The                                        |
| 9170 | Archie Shepp                           | Way Ahead, The                                     |
| 9171 | Tom Scott                              | Rural Still Life                                   |
| 9172 |                                        |                                                    |
| 9173 | Gábor Szabó                            | Best Of                                            |
| 9174 | Chico Hamilton                         | Best Of                                            |
| 9175 | Albert Ayler                           | New Grass                                          |
| 9176 | Ahmad Jamal                            | At The Top - Poinciana Revisited                   |
| 9177 |                                        |                                                    |
| 9178 | Ornette Coleman                        | Ornette at 12                                      |
| 9179 |                                        |                                                    |
| 9180 | Mel Brown                              | Blues for We                                       |
| 9181 | Pharoah Sanders                        | Karma                                              |
| 9182 | Emil Richards                          | Spirit of 1976                                     |
| 9183 | Charlie Haden                          | Liberation Music Orchestra                         |
| 9184 | Dave MacKay & Vicky Hamilton           | Dave MacKay and Vicky Hamilton                     |
| 9185 | Alice Coltrane                         | Huntington Ashram Monastery                        |
| 9186 | Mel Brown                              | I'd Rather Suck My Thumb                           |
| 9187 | Ornette Coleman                        | Crisis                                             |
| 9188 | Archie Shepp                           | For Losers                                         |
| 9189 | Milt Jackson                           | That's The Way It Is                               |
| 9190 | Pharoah Sanders                        | Jewels Of Thought                                  |
| 9191 | Albert Ayler                           | Music Is the Healing Force of the Universe         |
| 9192 | Buddy Montgomery                       | This Rather Than That                              |
| 9193 | Jackson & Ray Brown                    | Memphis Jackson                                    |
| 9194 | Ahmad Jamal                            | Awakening, The                                     |
| 9195 | John Coltrane                          | Transition                                         |
| 9196 | Alice Coltrane                         | Ptah, the El Daoud                                 |
| 9197 | Clifford Coulter                       | East Side San Jose                                 |
| 9198 | Dave MacKay and Vicky Hamilton         | Rainbow                                            |
| 9199 | Pharoah Sanders                        | Deaf Dumb Blind (Summun Bukmun Umyun)              |
| 9200 | John Coltrane                          | His Greatest Years 1                               |
| 9201 |                                        |                                                    |
| 9202 | John Coltrane                          | Live in Seattle                                    |
| 9203 | Alice Coltrane                         | Journey in Satchidananda                           |
| 9204 | Gábor Szabó                            | His Great Hits                                     |
| 9205 | Genesis                                | Trespass                                           |
| 9206 | Pharoah Sanders                        | Thembi                                             |
| 9207 | Howard Roberts                         | Antelope Freeway                                   |
| 9208 | Albert Ayler                           | The Last Album                                     |
| 9209 | Mel Brown                              | Mel Brown's Fifth                                  |
| 9210 | Alice Coltrane                         | Universal Consciousness                            |
| 9211 | John Coltrane                          | Sun Ship                                           |
| 9212 | Archie Shepp                           | Things Have Got To Change                          |
| 9213 | Chico Hamilton                         | His Great Hits                                     |
| 9214 | John Klemmer                           | Constant Throb                                     |
| 9215 | Michael White                          | Spirit Dance                                       |
| 9216 | Clifford Coulter                       | Do It Now, Worry 'bout It Later                    |
| 9217 | Ahmad Jamal                            | Freeflight                                         |
| 9218 | Alice Coltrane                         | World Galaxy                                       |
| 9219 | Pharoah Sanders                        | Black Unity                                        |
| 9220 | John Klemmer                           | Waterfalls                                         |
| 9221 | Michael White                          | Pneuma                                             |
| 9222 | Archie Shepp                           | Attica Blues                                       |
| 9223 | John Coltrane                          | His Greatest Years 2                               |
| 9224 | Alice Coltrane                         | Lord of Lords                                      |
| 9225 | Alice Coltrane                         | John Coltrane: Infinity                            |
| 9226 | Ahmad Jamal                            | Outertimeinnerspace                                |
| 9227 | Pharoah Sanders                        | Live at the East                                   |
| 9228 | Compilation                            | Impulse Energy Essentials                          |
| 9229 | Pharoah Sanders                        | Best of                                            |
| 9230 | Milt Jackson & Ray Brown               | Just The Way It Had To Be                          |
| 9231 | Archie Shepp                           | Cry of My People, The                              |
| 9232 | Alice Coltrane                         | Reflection On Creation And Space                   |
| 9233 | Pharoah Sanders                        | Wisdom Through Music                               |
| 9234 | Charles Mingus                         | Reevaluation: The Impulse Years                    |
| 9235 | McCoy Tyner                            | Reevaluation: The Impulse Years                    |
| 9236 | Sonny Rollins                          | Reevaluation: The Impulse Years                    |
| 9237 | Freddie Hubbard                        | Reevaluation: The Impulse Years                    |
| 9238 | Ahmad Jamal                            | Tranquility                                        |
| 9239 | Sun Ra                                 | Atlantis                                           |
| 9240 | Keith Jarrett                          | Fort Yawuh                                         |
| 9241 | Michael White                          | Land of Spirit and Light, The                      |
| 9242 | Sun Ra                                 | The Nubians of Plutonia                            |
| 9243 | Sun Ra                                 | The Magic City                                     |
| 9244 | John Klemmer                           | Intensity                                          |
| 9245 | Sun Ra                                 | Angels and Demons at Play                          |
| 9246 | John Coltrane                          | Live in Japan                                      |
| 9247 | Gary Saracho                           | En Medio                                           |
| 9248 | Gato Barbieri                          | Chapter 1: Latin America                           |
| 9249 | Mel Brown                              | Big Foot Country Girl                              |
| 9250 | Dewey Redman                           | Ear Of The Behearer, The                           |
| 9251 | Sam Rivers                             | Streams                                            |
| 9252 | Marion Brown                           | Geechee Recollections                              |
| 9253 | Compilation                            | Saxophone, The                                     |
| 9254 | Pharoah Sanders                        | Village of the Pharaohs                            |
| 9255 | Sun Ra                                 | Astro Black                                        |
| 9256 | Duke Ellington                         | Reevaluation: The Impulse Years                    |
| 9257 | Albert Ayler                           | Reevaluation: The Impulse Years                    |
| 9258 | Coleman Hawkins                        | Reevaluation: The Impulse Years                    |
| 9259 | Yusef Lateef                           | Reevaluation: The Impulse Years                    |
| 9260 | Ahmad Jamal                            | Reevaluation: The Impulse Years                    |
| 9261 | Pharoah Sanders                        | Elevation                                          |
| 9262 | Archie Shepp                           | Kwanza                                             |
| 9263 | Gato Barbieri                          | Chapter Two - Hasta Siempre                        |
| 9264 | Compilation                            | Impulse Artists on Tour                            |
| 9265 | Sun Ra                                 | Jazz In Silhouette                                 |
| 9266 | Compilation                            | Impulsively                                        |
| 9267 | Compilation                            | No Energy Crisis                                   |
| 9268 | Michael White                          | Father Music, Mother Dance                         |
| 9269 | John Klemmer                           | Magic and Movement                                 |
| 9270 | Sun Ra                                 | Fate In a Pleasant Mood                            |
| 9271 | Sun Ra                                 | Supersonic Sounds                                  |
| 9272 | Compilation                            | Drums, The                                         |
| 9273 | John Coltrane                          | Africa/Brass 2                                     |
| 9274 | Keith Jarrett                          | Treasure Island                                    |
| 9275 | Marion Brown                           | Sweet Earth Flying                                 |
| 9276 | Sun Ra                                 | The Bad And The Beautiful                          |
| 9277 | John Coltrane                          | Interstellar Space                                 |
| 9278 | John Coltrane                          | His Greatest Years 3                               |
| 9279 | Gato Barbieri                          | Chapter Three: Viva Emiliano Zapata                |
| 9280 | Pharoah Sanders                        | Love in Us All                                     |
| 9281 | Michael White                          | Go With The Flow                                   |
| 9282 | Milt Jackson                           | Impulse Years, The                                 |
| 9283 | Elvin Jones                            | Impulse Years, The                                 |
| 9284 | Compilation                            | Bass, The                                          |
| 9285 | Compilation                            | Ellingtonia 2                                      |
| 9286 | Sam Rivers                             | Crystals                                           |
| 9287 | Sun Ra                                 | Night of The Purple Moon (jamais sorti)            |
| 9288 | Sun Ra                                 | Visits Planet Earth (jamais sorti)                 |
| 9289 | Sun Ra                                 | My Brother, the Wind                               |
| 9290 | Sun Ra                                 | Sound Sun Pleasure (jamais sorti)                  |
| 9291 | Sun Ra                                 | Cosmic Tones for Mental Therapy (jamais sorti)     |
| 9292 | Sun Ra                                 | We Travel the Spaceways (jamais sorti)             |
| 9293 | Sun Ra                                 | Other Planes of There (jamais sorti)               |
| 9294 | Sun Ra                                 | Art Forms of Dimensions Tomorrow (jamais sorti)    |
| 9295 | Sun Ra                                 | Monorails and Satellites (jamais sorti)            |
| 9296 | Sun Ra                                 | Cymbals (jamais sorti)                             |
| 9297 | Sun Ra                                 | Crystal Spears (jamais sorti)                      |
| 9298 | Sun Ra                                 | Pathways To Unknown Worlds                         |
| 9299 | Howard Roberts                         | Equinox Express Elevator                           |
| 9300 | Dewey Redman                           | Coincide                                           |
| 9301 | Keith Jarrett                          | Death and the Flower                               |
| 9302 | Sam Rivers                             | Hues                                               |
| 9303 | Gato Barbieri                          | Chapter Four: Alive In New York                    |
| 9304 | Marion Brown                           | Vista                                              |
| 9305 | Keith Jarrett                          | Backhand                                           |
| 9306 | John Coltrane                          | Gentle Side of John Coltrane, The                  |
| 9307 | Lucky Thompson                         | Dancing Sunbeam                                    |
| 9308 | Brass Fever                            | Brass Fever                                        |
| 9309 |                                        |                                                    |
| 9310 | Yusef Lateef                           | Club Date                                          |
| 9311 | Gloria Lynne                           | I Don't Know How to Love Him                       |
| 9312 | Sonny Criss                            | Warm and Sonny                                     |
| 9313 | Jimmy Ponder                           | Illusions                                          |
| 9314 | John Handy                             | Hard Work                                          |
| 9315 | Keith Jarrett                          | Mysteries                                          |
| 9316 | Sam Rivers                             | Sizzle                                             |
| 9317 | Bobby Blue Bland & B.B. King           | Bobby Bland and B.B. King Together Again...Live    |
| 9318 | Wade Marcus                            | Metamorphosis                                      |
| 9319 | Brass Fever                            | Time Is Running Out                                |
| 9320 |                                        |                                                    |
| 9321 | Betty Carter                           | What A Little Moonlight Can Do                     |
| 9322 | Keith Jarrett                          | Shades                                             |
| 9323 |                                        |                                                    |
| 9324 | John Handy                             | Carnival                                           |
| 9325 | John Coltrane                          | Other Village Vanguard Tapes, The 11/61            |
| 9326 | Sonny Criss                            | Joy of Sax                                         |
| 9327 | Jimmy Ponder                           | White Room                                         |
| 9328 | Blue Mitchell                          | African Violet                                     |
| 9329 | Les McCann                             | Music Lets Me Be                                   |
| 9330 | Grady Tate                             | Master Grady Tate                                  |
| 9331 | Keith Jarrett                          | Byablue                                            |
| 9332 | John Coltrane                          | First Meditations                                  |
| 9333 | Les McCann                             | Live At The Roxy                                   |
| 9334 | Keith Jarrett                          | Bop-Be                                             |
| 9335 | Oliver Nelson                          | Three Dimensions                                   |
| 9336 | Albert Ayler                           | Village Concerts, The                              |
| 9337 | Kenny Dorham/Sonny Criss               | Bopmasters, The                                    |
| 9338 | McCoy Tyner                            | Early Trios, The                                   |
| 9339 | Cecil Taylor                           | New Breed, The                                     |
| 9340 | Gil Evans & Gary McFarland             | Great Arrangers, The                               |
| 9341 | Shirley Scott                          | Great Live Sessions, The 9/23/64                   |
| 9342 | Quincy Jones                           | Quintessential Charts, The                         |
| 9343 | Hugh Masekela                          | The African Connection                             |
| 9344 |                                        |                                                    |
| 9345 | John Coltrane                          | Feelin' Good - Mastery 1                           |
| 9346 | John Coltrane                          | To the Beat of a Different Drum - Mastery 2        |
| 9347 | Blue Mitchell                          | Summer Soft                                        |
| 9348 | Keith Jarrett                          | Best of                                            |
| 9349 | Sonny Rollins                          | There Will Never Be Another You                    |
| 9350 | Duke Ellington                         | Great Tenor Encounters, The                        |
| 9351 | Count Basie                            | Retrospective Sessions                             |
| 9352 | Sam Rivers                             | Trio Sessions, The                                 |
| 9353 | Yusef Lateef                           | Live Session, The                                  |
| 9354 | Tom Scott, John Klemmer, Gato Barbieri | Foundations                                        |
| 9355 |                                        |                                                    |
| 9356 | Paul Horn                              | Plenty Of Horn                                     |
| 9357 | Archie Shepp                           | Further Fire Music                                 |
| 9358 |                                        |                                                    |
| 9359 | Pee Wee Russell                        | Salute To Newport                                  |
| 9360 | John Coltrane                          | Jupiter Variations - Mastery 3                     |
| 9361 | John Coltrane                          | Trane's Modes - Mastery 4                          |